# Clocks
Clocks è un singolo del gruppo musicale britannico Coldplay, pubblicato il 2 aprile 2003 come terzo estratto dal secondo album in studio A Rush of Blood to the Head.
La rivista statunitense Rolling Stone ha inserito il brano al numero 490 nell'edizione del 2004 della sua lista dei 500 migliori brani musicali.

## Descrizione
Costruita attorno a un giro di pianoforte, Clocks è uno dei brani più popolari dei Coldplay. La copertina del singolo, realizzata da Sølve Sundsbø, raffigura il frontman Chris Martin ripreso dal basso con le mani appoggiate sulla testa.
Nel 2004, dopo aver raggiunto il nono posto nella Official Singles Chart britannica e il ventinovesimo nella Billboard Hot 100 statunitense, ha vinto un Grammy Award alla registrazione dell'anno. Durante l'edizione 2008 del Summer Sonic Festival, il brano è stato eseguito insieme ad Alicia Keys, che ha eseguito le parti di pianoforte.

### Accusa di plagio
Nell'ottobre 2007 Peter Van Wood ha richiesto un milione di euro di risarcimento ai Coldplay, sostenendo che Clocks sia un plagio del suo brano Caviar and Champagne.

## Altre apparizioni
Nel 2003 viene realizzata una versione elettronica dal DJ italiano Gigi D'Agostino, inserita nelle raccolte mixate Il programmino di Gigi D'Agostino e Live at Altromondo, entrambe incise su etichetta Noise Maker.. Venne anche inserita nella colonna sonora del film Peter Pan e nel lungometraggio animato Uno zoo in fuga.
Un riarrangiamento di questa canzone è presente in Rhythms del Mundo del Buena Vista Social Club.
Gli ascoltatori di BBC Radio 6 hanno votato Clocks come miglior canzone trasmessa nei 10 anni di storia dell'emittente. I risultati sono stati ufficializzati durante una trasmissione radiofonica andata in onda il 1º febbraio 2013.

## Video musicale
Il videoclip, diretto da Dominic Leung, mostra il gruppo eseguire il brano all'interno di una stanza a cui sono presenti alcuni studenti di un'università inglese.

## Tracce
1. Clocks – 5:09
2. Crests of Waves – 3:39
3. Animals – 5:33

## Formazione
Gruppo
- Chris Martin – voce, pianoforte, chitarra acustica, arrangiamento strumenti ad arco
- Jonny Buckland – chitarra elettrica, cori, arrangiamento strumenti ad arco
- Guy Berryman – basso, cori, arrangiamento strumenti ad arco
- Will Champion – batteria, percussioni, cori, arrangiamento strumenti ad arco

Altri musicisti
- Audrey Riley – arrangiamento strumenti ad arco, strumenti ad arco
- Chris Tombling – strumenti ad arco
- Richard George – strumenti ad arco
- Leo Payne – strumenti ad arco
- Laura Melhewish – strumenti ad arco
- Susan Dench – strumenti ad arco
- Peter Lale – strumenti ad arco
- Ann Lines – strumenti ad arco

Produzione
- Ken Nelson – produzione, registrazione, ingegneria del suono, missaggio
- Coldplay – produzione, missaggio
- Mark Phythian – produzione aggiuntiva, registrazione, missaggio
- Rik Simpson – ingegneria del suono aggiuntiva
- Jon Withnal – assistenza tecnica
- Ben Thackeray – assistenza tecnica
- Jon Bailey – assistenza tecnica
- Andrea Wright – assistenza tecnica
- George Marino – mastering

## Classifiche
| Classifica (2003-24) | Posizione massima |
| -------------------- | ----------------- |
| Australia            | 28                |
| Canada               | 7                 |
| Germania             | 50                |
| Grecia               | 76                |
| Irlanda              | 15                |
| Italia               | 25                |
| Nuova Zelanda        | 13                |
| Paesi Bassi          | 2                 |
| Polonia              | 4                 |
| Portogallo           | 35                |
| Regno Unito          | 9                 |
| Singapore            | 20                |
| Stati Uniti          | 29                |
| Svezia               | 70                |